# Notturno (romanzo)
Notturno (Nightfall, 1990) è un romanzo di fantascienza scritto a quattro mani, dagli scrittori Isaac Asimov e Robert Silverberg. È l'ampliamento dell'omonimo racconto scritto dallo stesso Asimov nel 1941. La prima parte del libro ripercorre, ampliandola, la trama del racconto.
Fu pubblicato per la prima volta in italiano nel 1990.

## Trama
Il pianeta Kalgash è illuminato da sei soli: (Onos, una nana gialla simile al nostro Sole, Dovim, una nana rossa, Trey e Patru, un sistema binario di due stelle bianche di classe A o F, e Tano e Sitha, un altro sistema binario di due stelle blu di classe A, B o O) ed il Buio non è immaginabile. Il Culto, una setta religiosa, profetizza che l'Oscurità e l'apparizione delle Stelle annunceranno la fine del mondo. Diverse discipline scientifiche sembrano concordare con la previsione religiosa. Le ricerche archeologiche sembrano indicare un carattere ciclico della storia del pianeta: una successione di civiltà giunte a vertici paragonabili a quella dell'epoca del racconto e tutte sistematicamente distrutte dal fuoco. La Legge di Gravitazione Universale, appena scoperta, permette di ipotizzare l'esistenza di una luna. L'eclissi di uno dei soli in un momento assai particolare, quando tutti gli altri cinque sono tramontati, potrebbe condurre al temutissimo Buio.
Segue l'indagine di un giornalista che, con l'aiuto di un astronomo e un'archeologa, cerca di comprendere e prevenire la distruzione della società. Quando la notte sta per calare, l'agitazione si diffonde sul pianeta e conduce ad una follia distruttiva ed omicida. L'unica alternativa è quindi quella di unire le forze per riportare l'ordine e permettere che la conoscenza appena acquisita possa raggiungere chi, duemila anni nel futuro, si troverà a rivivere la terribile esperienza del Buio. A questo scopo un ristretto numero di persone viene selezionata e protetta in un bunker, mentre astronomi, scienziati e il giornalista rimangono nell'Osservatorio Astronomico per assistere all'eclissi. Quando già si vede il sole cominciare a oscurarsi, la gente della città, guidata dai sacerdoti del Culto, si dirige verso l'Osservatorio. Il temuto Buio infine cala e gli abitanti di Kalgash si trovano poi di fronte a qualcosa a cui erano preparati ancora meno che al Buio, la tenue e tremolante luce di migliaia di Stelle. Le persone sono fuori di sé per il terrore dell'oscurità e della luce delle Stelle e per proteggersi da essa appiccano numerosi incendi in città.
L'esperimento dell'Osservatorio si rivela un fallimento, e solo poche delle persone all'interno conservano la ragione. Fra esse, il giornalista e l'archeologa, che, giunta di nuovo l'alba, iniziano un viaggio in uno scenario postapocalittico alla ricerca di gruppi che non si siano completamente imbarbariti.